# Líneas de Blaschko

Diagrama de las líneas de Blaschko, posible patrón de la migración de las células embrionarias

Las líneas de Blaschko son líneas cutáneas invisibles en condiciones normales. Se manifiestan en presencia de algunas enfermedades cutáneas o de la mucosa. Siguen una forma de "V" sobre la espalda y de espirales en forma de "S" sobre el pecho, estómago y laterales, y ondulaciones en la cabeza.
Se cree que las líneas son las huellas de la migración de las células embrionarias. Las franjas son un tipo de mosaicismo genético. No se corresponden a los sistemas nervioso, muscular o linfático. Pueden observarse en otros animales, como gatos y perros.
La primera demostración de estas líneas en 1901 se atribuye al dermatólogo alemán Alfred Blaschko.

## Condiciones
Las lesiones cutáneas que siguen las líneas de Blaschko son variadas. Incluyen trastornos genéticos, congénitos y adquiridos. Algunos ejemplos son:
- Trastornos pigmentarios
  - Naevus acrómico (incluyendo hipomelanosis de Ito)
  - Hipermelanosis Nevoide Lineal y Espirilada. Sólo un paciente en España diagnosticado.
  - Nevus epidérmico
    - Nevus sebáceos
    - Nevus epidérmico verrugoso inflamatorio lineal (NEVIL)
- Trastornos cutáneos genéticos en el cromosoma X
  - Síndrome de Bloch-Sulzberger
  - Síndrome CHILD (Hemidisplasia Congénita con nevus Ictiosiforme y Anomalías de Miembros)
- Erupciones cutáneas inflamatorias adquiridas.
  - Liquen estriado
  - Liquen plano
  - lupus eritematoso
- Quimerismo